# Родригес, Дисней
Дисней Родригес Валера (исп. Disney Rodríguez Valera; род.27 сентября 1985) — кубинский борец вольного стиля, призёр Олимпийских и Панамериканских игр, а также панамериканских чемпионатов. Младший брат борца Алексиса Родригеса.

## Биография
Родился в 1985 году. В 2006 году стал чемпионом Игр Центральной Америки и Карибского бассейна, и завоевал бронзовую медаль панамериканского чемпионата. В 2008 году принял участие в Олимпийских играх в Пекине, но занял там лишь 5-е место. В 2011 году завоевал бронзовую медаль Панамериканских игр. В 2012 году стал бронзовым призёром панамериканского чемпионата.
В 2017 году Международный Олимпийский Комитет лишил узбекистанского борца Артура Таймазова золотой медали Олимпиады-2008 из-за обнаружения в его пробах допинга. После пересчёта результатов состязаний в весовой категории, Дисней Родригес был признан бронзовым призёром Олимпийских игр 2008 года.